# マット・マリンズ
マット・マリンズ（Matt Mullins、1994年7月28日 - ）は、カナダのラグビー選手。

## プロフィール
- カナダ・ベルビル出身[1]。
- ポジションはフランカー(FL)。
- 身長 192cm、体重 106kg
- 7人制カナダ代表に選ばれたことがある[2]。

## 略歴
2021年、東京五輪の7人制カナダ代表スコッドに選ばれた。